# Pròteles
El pròteles (Proteles cristata) és una petita hiena insectívora, nadiua de l'est i el sud d'Àfrica. Hom l'anomena també aardwolf nom que vol dir "llop de terra" en afrikaans/neerlandès. També se l'anomena "xacal maanhaar".
El pròteles és l'única espècie vivent de la subfamília Protelinae, i està ubicada dins de la família dels hiènids, tot i que antigament es trobava fins a la família Protelidae.

## Descripció
El pròteles té un aspecte molt semblant al de la hiena ratllada, però amb una mida significativament més petita. El seu musell és esvelt, les seves orelles són puntegudes, i el seu pelatge és de color groguenc, amb unes ratlles verticals de color negre i una crinera formada per pèls llargs, que s'estén des del coll fins a la cua.
La longitud del seu cos varia entre 55 i 80 centímetres, mentre que la de la seva cua varia entre 20 i 30 centímetres. La seva alçada, a les espatlles, oscil·la entre 40 i 50 centímetres, i el seu pes varia entre els 9 i els 14 quilos. Les potes anteriors tenen 5 dits, a diferència d'altres hienes que en tenen 4. Les dents i el crani són similars als de les altres hienes, tot i que les dents posteriors estan especialitzades per alimentar-se d'insectes, i la llengua per llepar-los. A mesura que la seva edat avança, és freqüent que perdi algunes dents. L'impacte d'aquesta pèrdua en els seus hàbits alimentaris és molt petit, donada la tendresa dels insectes que consumeix.
Té dues glàndules que secreten un mesc fluid, a la part posterior del cos, el qual utilitzen per marcar el territori i per comunicar-se amb altres individus de la seva espècie.
Quan es troben en captivitat, poden arribar a viure fins a 15 anys.

## Distribució i habitat
Viuen a planúries obertes i seques, i matollars, de l'est i el sud d'Àfrica, i eviten les zones muntanyenques. A causa de les seves necessitats alimentàries específiques, només viuen en regions on hi ha tèrmits de la família Hodotermitidae. Els tèrmits d'aquesta família depenen de l'herba seca i, per tant, són més nombroses als prats i sabanes amb alta concentració d'herba, i a les terres de conreu.
Existeixen dues poblacions diferenciades: una al sud d'Àfrica i l'altre a l'est i al nord-est d'Africa, però cap d'elles habita els boscos intermedis de miombo.

## Comportament

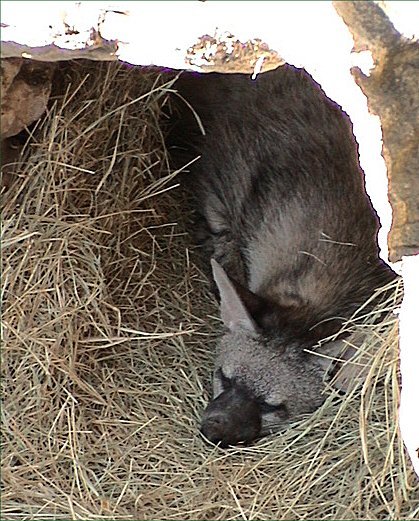
Pròteles al zoo de San Antonio, Texas

Els pròteles són animals tímids i nocturns, que es refugien de dia en caus sota terra, i l'abandonen de nit per cercar aliment. Durant la major part de l'any, els pròteles viuen en territoris compartits formats per dotzenes de caus, els quals ocupen durant unes sis setmanes. Tot i que poden crear els seus propis caus, generalment ocupen caus abandonats de porc formiguer, porc espí o rata llebre sud-africana. De nit, surten a alimentar-se, generalment de tèrmits, els quals atrapen fent servir la seva llengua llarga i enganxosa. Per assegurar-se una font d'alimentació continuada, tracten de no malmetre els termiters ni acabar amb una colònia sencera, de manera que aquesta es pugui regenerar. Després d'alimentar-se d'un termiter, sovint memoritzen la seva ubicació i tornen quan aquest s'ha regenerat, per estalviar-se haver de trobar-ne un de nou.
A causa que cerquen aliment individualment, un fet necessari causat per l'escassetat i la distribució homogènia dels insectes dels que s'alimenten, sovint han estat considerats erròniament animals solitaris. En realitat, viuen en parelles monògames amb les seves cries, defensant conjuntament un mateix territori.
Durant la temporada de reproducció els mascles sense parella cerquen el seu propi territori on establir-se.

## Dieta
La seva dieta està formada gairebé exclusivament de tèrmits, dels quals pot arribar a consumir-ne 200.000 en una sola nit. Per aquesta raó se'l considera un assassí en massa d'insectes, un fet poc habitual. A més dels tèrmits, també formen part de la seva alimentació altres insectes, larves, i ous, així com, ocasionalment, mamífers i ocells petits. A diferència d'altres hienes, amb les que està emparentat, no s'alimenta de carronya ni caça grans preses.

## Reproducció
La temporada de reproducció varia en funció de la seva ubicació, tot i que generalment té lloc a la primavera o la tardor. Durant aquest període, els mascles sense parella cerquen una parella amb la qual aparellar-se. Els individus dominants, si se'ls presenta l'ocasió, també s'aparellen amb les femelles de veïns menys dominants. Aquest fet sovint dona lloc a conflictes entre dos mascles, quan un envaeix el territori de l'altre. El període de gestació té una durada d'entre 90 i 110 dies, després dels quals, les femelles donen a llum entre 1 i 5 cadells (generalment 2 o 3) durant la temporada de pluges, època de l'any en la qual els tèrmits estan actius. Els cadells passen entre 6 i 8 setmanes sense sortir del cau amb la mare. Als 3 mesos, comencen a cercar aliment sota supervisió d'un dels pares, i als 4 mesos esdevenen generalment independents. Tot i això, sovint fan servir el mateix cau de la mare fins a la següent temporada de reproducció. Els pròteles joves assoleixen generalment la maduresa sexual després dels dos anys.

## Interacció amb humans
L'agricultura pot representar un impacte negatiu sobre les poblacions de pròteles, a causa del pesticides que fan servir els grangers. Les trobades amb gossos representen també una amenaça.
Tot i que sovint els grangers consideren que no són animals perillosos i que poden ser útils, en algunes zones se'ls caça per la seva pell.

## Subespècies
- Proteles cristatus cristatus (al sud d'Àfrica)
- Proteles cristatus septentrionalis (a l'est i nord-est d'Àfrica)

Aquestes dues subespècies no estan acceptades per tots els científics, alguns dels quals consideren que són una única espècie.

## Galeria

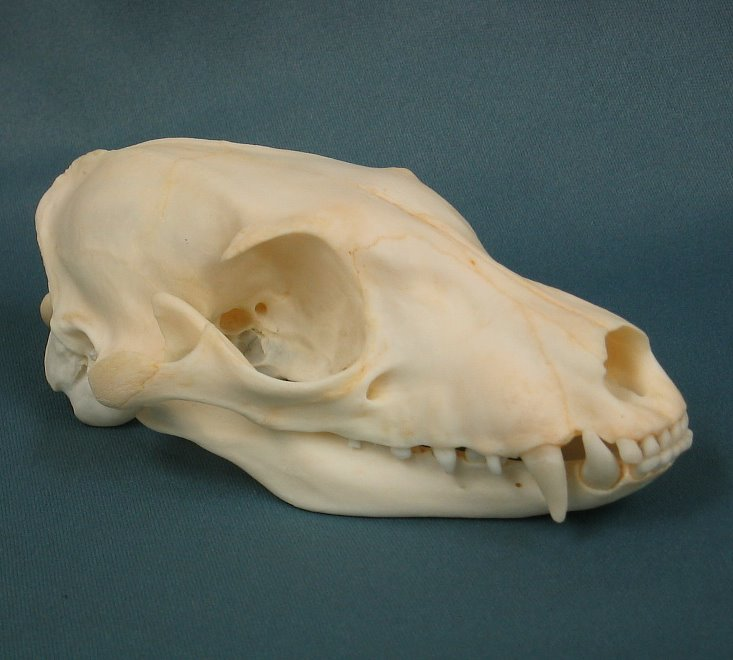
Crani de pròteles de la col·lecció de Skulls Unlimited International
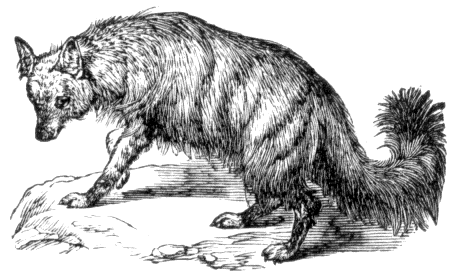
Il·lustració d'un pròteles